# رودریگو دمین
رودریگو دمین (انگلیسی: Rodrigo Damín؛ زادهٔ ۱ آوریل ۱۹۹۸) بازیکن فوتبال اهل آرژانتین است.